# John Langshaw Austin
John Langshaw Austin (* 26. März 1911 in Lancaster; † 8. Februar 1960 in Oxford) war ein britischer Philosoph und der Begründer der Sprechakttheorie. Er ist nicht mit dem Rechtsphilosophen John Austin zu verwechseln.

## Leben
John Austin besuchte seit 1924 die Shrewsbury School mit altsprachlichem Schwerpunkt. 1929 erhielt er ein Stipendium für das Balliol College der Universität Oxford, wo er sich zunehmend mit griechischer Philosophie beschäftigte, insbesondere mit Aristoteles, und vor allem durch den Moralphilosophen Harold Arthur Prichard (1871–1947) geprägt wurde. Nach dem Studienabschluss im Jahre 1933 wurde Austin Fellow am All Souls College und 1935 Tutor am Magdalen College. Vor dem Zweiten Weltkrieg hielt er Vorlesungen über Aristoteles und Leibniz und veröffentlichte einen Aufsatz über apriorische Begriffe. Zwischen 1936 und 1939 führte er regelmäßig Diskussionen mit Isaiah Berlin und Alfred Jules Ayer. Während des Zweiten Weltkriegs diente Austin als Offizier im britischen Geheimdienst.
1941 heirateten John Langshaw Austin und die Philosophin Jean Coutts (1918–2016). Der Ehe entstammten vier Kinder: Charles, Harriet, Lucy (seit Sommer 1974 verheiratet mit Sari Nusseibeh) und Richard. Nach dem Krieg richtete Austin die Samstag-Vormittag-Seminare ein, in denen u. a. Ludwig Wittgensteins Philosophische Untersuchungen, Gottlob Freges Grundlagen der Arithmetik und Noam Chomskys Syntactic Structures diskutiert wurden. Von 1952 bis zu seinem plötzlichen Tod war Austin White´s Professor für Moralphilosophie an der Universität Oxford; dazwischen hatte er Gastprofessuren an der Harvard University (1955), wo er über performative Verben und Sprechakte las, und an der University of California, Berkeley (1958–1959). 1958 wurde er zum Mitglied (Fellow) der British Academy gewählt.
Austin starb im Alter von 48 Jahren an Lungenkrebs.

## Positionen

### Begründung der Sprechakttheorie
In der 1962 veröffentlichten Schrift How to Do Things with Words (ab 1955 wiederholt als seine Sprechakttheorie begründende Vorlesung an der Harvard University gehalten) wirft Austin den Verifikationisten und anderen Philosophen vor, dass sie irrtümlicherweise dächten, sprachliche Bedeutung beschränke sich auf Wahrheitsbedingungen. Seine Kritik zielt darauf ab, dass Sprachphilosophen in der Regel übersähen, dass eine Äußerung immer zugleich eine Handlung darstelle.
In einer ersten Theorie unterscheidet Austin zunächst zwischen performativen und konstativen Äußerungen. Performative Äußerungen können gelingen oder misslingen, während konstative wahr oder falsch sind. Später ergänzt er diese Theorie um eine Theorie, nach der jede Äußerung simultan drei Dimensionen haben kann:
1. Lokution – die Äußerung von Worten, die einem Vokabular angehören und einer Grammatik folgen. Auf dieser Ebene kann man die Äußerung auf ihre Wahrheit prüfen.
2. Illokution – die Rolle der Äußerung, z. B. eine Entschuldigung, ein Befehl oder eine Feststellung.
3. Perlokution – die unmittelbare Folge der Äußerung, z. B. die Verpflichtung, ein Versprechen einzuhalten.

Er verknüpft beide Ansätze zu einer Theorie: „Die Lehre von der Unterscheidung zwischen performativen und konstatierenden Äusserungen verhält sich zur Lehre von den lokutionären und illokutionären Akten im Sprechakt wie die spezielle zur generellen Theorie“ (Hervorhebung im Original).
Austin zeigt auf, dass es für illokutionäre Akte Gelingensbedingungen gibt, die für den Vollzug des Aktes bestimmte Vorbedingungen fordern, und die den Vollzug des Aktes mit bestimmten konventionalen Konsequenzen verbinden; sie unterscheiden sich kategorial von den dichotomischen Wahrheitsbedingungen (wahr / falsch) der klassischen Aussagenlogik und ergänzen diese.

### Kritik am Phänomenalismus
In Sense and Sensibilia, der posthum erschienenen Mitschrift einer Vorlesungsreihe, kritisiert Austin detailliert und mit vielen Beispielen die damals gängige erkenntnistheoretische Theorie der Sinnesdaten (Phänomenalismus), der zufolge nicht materielle Gegenstände Objekt der Sinneswahrnehmung sind, sondern Sinnesdaten, über die der Wahrnehmende absolut sicheres Wissen besitzt. In erster Linie argumentiert er dabei gegen Alfred Jules Ayer.

## Rezeption
John Langshaw Austin zählt zu den Begründern der Philosophie der normalen Sprache (auch Philosophie der üblichen Sprache engl. Ordinary Language Philosophy). Dieser Einfluss ergibt sich nicht primär aus seinen Veröffentlichungen, sondern aus seiner Lehrtätigkeit. Austin veröffentlichte zu Lebzeiten nur wenige Aufsätze; die beiden Monographien sind als Bearbeitungen seiner Vorlesungen erst posthum erschienen. Hieraus können sich unvollständige und widersprüchliche Darstellungen seiner Entwicklung der sprachphilosophischen Theorie der Sprechakte ergeben.
Da die von Austin vertretene Art des Philosophierens vor allem von seiner Persönlichkeit und Lehre getragen wurde, verlor die Oxforder Schule nach seinem Tod schnell an Bedeutung. Erhalten geblieben ist Austins Einfluss auf die Entwicklung der Sprechakttheorie in Sprachphilosophie und Linguistik. Diese Untersuchungen sprachlicher Handlungen nahm Paul Grice bereits 1957 in seine Bedeutungstheorie auf. Beide Ansätze hat Peter Strawson im Begriff der Illukationshandlung miteinander verbunden. John Searle arbeitete Austins Theorie zur eigentlichen Sprechakttheorie aus, die dann Eike von Savigny weiterentwickelte. Donald Davidson und Arthur C. Danto griffen Austins Untersuchungen zu sprachlichen und nichtsprachlichen Handlungen auf und systematisierten sie. Wolfgang Stegmüller gelangt zu folgendem Urteil über Austin:
„Eigentlich ist es ein Skandal. Und zwar ist es ein beschämender Skandal für alle diejenigen, welche sich in den letzten 2500 Jahren in irgendeiner Weise mit Sprachen beschäftigten, daß sie nicht schon längst vor J.L. Austin dessen Entdeckung machten, deren Essenz man in einem knappen Satz ausdrücken kann: Mit Hilfe von sprachlichen Äußerungen können wir die verschiedensten Arten von Handlungen vollziehen.“

## Veröffentlichungen
Autor
- Performatif-Constatif. In: La Philosophie analytique, Les Editions de Minuit, Paris 1962, S. 271–304.
  - Englische Übersetzung Performative-constative In: Charles E. Caton (Hrsg.): Philosophy and Ordinary Language. Urbana, Ill., 1963.
  - Deutsche Übersetzung in: Rüdiger Bubner (Hrsg.) Sprache und Analysis. Vandenhoeck & Ruprecht, Göttingen 1968, S. 140–153.
- Philosophical Papers. Postum herausgegeben von James Opie Urmson u. Geoffrey James Warnock. Clarendon Press, Oxford 1961.
  - Deutsche Ausgabe: Gesammelte philosophische Aufsätze. Übersetzt und herausgegeben von Joachim Schulte. Reclam, Ditzingen 1986, ISBN 3-15-008278-1. Deutsche Erstausgabe unter dem Titel Wort und Bedeutung. List, München 1975.
- How to Do Things with Words. The William James Lectures delivered at Harvard University in 1955.[10] Postum herausgegeben von James Opie Urmson u. Marina Sbisà. Zweite, verbesserte Auflage Clarendon Press, Oxford 1975 [1. Auflage 1962].
  - Deutsche Ausgabe: Zur Theorie der Sprechakte. Deutsche Bearbeitung von Eike von Savigny. Reclam, Stuttgart 1972, ISBN 3-15-009396-1.
- Sense and Sensibilia. Vorlesungsmanuskripte der Jahre 1947–1949. Postum herausgegeben von Geoffrey James Warnock, Oxford University Press, Oxford 1962.
  - Deutsche Ausgabe: Sinn und Sinneserfahrung. Übersetzt von Eva Cassirer. Reclam, Ditzingen (1975) 1984, ISBN 978-3-15-029803-9.

Herausgeber
- Horace W.B. Joseph: Lectures on Leibniz. Oxford 1949.

Übersetzer
- Gottlob Frege: The Foundation of Arithmetics. Oxford 1950.